# Іво Даалдер
Іво Г. Даалдер (англ. Ivo H. Daalder; нар. 2 березня 1960, Гаага, Нідерланди) — американський політолог, дипломат та консультант. З липня 2013 року він очолює Чиказьку раду з глобальних питань, до цього був постійним представником США у Раді Організації Північноатлантичного договору (НАТО) з травня 2009 по липень 2013. Він є фахівцем з європейської безпеки. Дослідник у галузі міжнародних відносин в Інституті Брукінгс, він входив до штабу Ради національної безпеки Сполучених Штатів при адміністрації президента Білла Клінтона, був одним із зовнішньополітичних радників політиків-демократів Говарда Діна у 2004 році і Барака Обами у 2008 році під час їх президентських кампаній.

## Освіта та академічна кар'єра
Даалдер отримав освіту в Кентському університеті, Оксфордському університеті та Джорджтаунському університеті та отримав ступінь Ph.D з політології в Массачусетському технологічному інституті.
Він був співробітником Центру науки та міжнародних відносин Гарвардського університету та Міжнародного інституту стратегічних досліджень у Лондоні. Отримав стипендію Дослідницького центру П'ю для жослідження міжнародних відносин та стипендію міжнародних відносин Ради з міжнародних відносин. Даальдер був доцентом у Школі суспільних відносин Університету Меріленда, де він також керував дослідженнями Центру міжнародних досліджень та досліджень в галузі безпеки. Він був старшим науковим співробітником у галузі зовнішньої політики в Інституті Брукінгса з 1997 по 2009 рр., де займався питаннями європейської безпеки, трансатлантичних відносин та національної безпеки.

## Рада національної безпеки та Комісія Гарт-Рудман
У 1995-1997 роках Даальдер працював директором у справах Європи з питань співробітників Ради національної безпеки при президенті Біллі Клінтону, де він відповідав за координацію політики Сполучених Штатів у відношенні Боснії. З 1998-2001 рр. Далдер працював членом дослідницької групи Комісії США з національної безпеки / 21-го століття (Комісія Гарт-Рудман), багаторічної експертизи вимог та установ національної безпеки США.

## Постійний представник у НАТО
11 березня 2009 року президент Обама висунув кандидатуру Даальда на посаду Постійного представника Сполучених Штатів Америки в НАТО, який зазвичай називають "посолом США в НАТО".
Одне з питань, на яке звернув увагу Даальдер, це відсутність комунікації з питань безпеки між НАТО та Європейським Союзом. У жовтні 2010 року він написав в «International Herald Tribune»: 
| Можливості НАТО та ЄС мають бути синхронними, і їхні операції повинні бути взаємодоповнюючими. Ми повинні регулярно брати активний і прозорий обмін думками з широкого кола спільних інтересів. Політика повинна підтримувати роботу на місцях, тим, хто на жорстокому шляху не повинен працювати над нашими провалами в Брюсселі |.

## Втручання НАТО в Лівію
Даалдер був Постійним представником США в НАТО у лютому 2011 року, коли громадянська війна в Лівії почалася з повстань проти Муамара Каддафі в декількох містах, після чого в результаті військового придушення режиму Каддафі. 17 березня 2011 року Рада Безпеки ООН прийняла резолюцію, в якій закликали міжнародне співтовариство вжити "всіх необхідних заходів" для захисту цивільних осіб в Лівії. 19 березня після дозволу ООН Сполучені Штати очолили коаліцію союзних країн, включаючи Бельгію, Канаду, Данію, Францію, Італію, Нідерланди, Норвегію, Іспанію та Сполучене Королівство, здійснивши повітряні удари проти сил Каддафі, знищивши його система протиповітряної оборони та накладення зони без польотів та морської блокади для запобігання постачань зброї. 
Після першого успіху Даальдер очолив зусилля США, щоб переконати НАТО взяти на себе командування та контроль над операцією. 27 березня Північноатлантична рада одноголосно ухвалила рішення взяти на себе відповідальність за те, що стало відомо під назвою Operation Unified Protector. Операція мала три місії; для поліції ембарго на постачання зброї, для патрулювання зони без польотів та для захисту цивільних осіб. Чотирнадцять союзників НАТО взяли участь у операціях, а також контингенти з Йордану, Марокко, Катару та Об'єднаних Арабських Еміратів. У Лівії, на відміну від інших військових втручань в Косові, Іраку та Афганістані, Сполучені Штати виконували значною мірою допоміжну роль, забезпечуючи розвідку, повітряне спостереження та дозаправлення, тоді як інші союзники НАТО, включаючи Францію, Велику Британію, Данію та Бельгію, літали більшу частину бомбардування місій. 
Перші дві місії були швидко створені, але завдяки присутності сил Каддафі в цивільних районах чи поблизу них НАТО не змогла завдати повної сили. Проте до серпня 2011 року опозиційні сили були досить сильні, щоб захопити Триполі, і протягом двох місяців взяли під контроль всю країну. 23 жовтня 2011 - 233 днів після початку операції "Об'єднаний протектор" - Північноатлантична рада НАТО оголосила про завершення своєї місії .
У лютому 2012 року Даалдер та адмірал Джеймс Ставрідіс, Верховний головнокомандувач об'єднаних збройних сил НАТО в Європі, написали власний вердикт щодо операції у закордонних справах: "Операції НАТО в Лівії справедливо висвітлювали як модельне втручання. Альянс швидко реагував на погіршення ситуації що загрожувало сотням тисяч мирних жителів, що повставали проти гнітючого режиму, вдалося захистити ці цивільні особи і в кінцевому підсумку забезпечити час і місце для того, щоб місцеві сили повалили Муамара Каддафі, і це було зроблено за участі партнерів у регіоні та спільного використання тягар серед партнерів Альянсу ".

## Чиказька рада з глобальних питань
У липні 2013 року Даальдер став президентом Чиказької ради з глобальних питань - незалежного незалежного аналітичного центру, який скликає провідні глобальні голоси, проводить незалежні дослідження та залучає громадськість до розуміння та впливу на громадський дискурс з критичних глобальних проблем. За Даальде Рада розширив охоплення і актуальність своєї глобальної роботи, збільшивши свій реєстр експертів та портфель питань; розширення історичної платформи Ради для глобальних лідерів для залучення громадськості; створення глобальної аудиторії шляхом підключення через цифрові та соціальні медіа канали; відродження бренду Ради; і зростає фінансова, фундаментальна та членська підтримка. Даальдер також задумав і очолив 2015 рік у Чиказькому форумі з глобальних міст, сьогодні щорічну конференцію в партнерстві з Financial Times, яка скликає лідерів та делегатів з усього світу для проведення міжгалузевого дослідження впливу та впливу глобальних міст на формування світової майбутнє Після цього бурхливого зростання Рада посіла перше місце в "Think Tank to Watch", який було запущено в Індексі Think Tank 2015 у Глобальному університеті штату Пенсільванія.

## Книги
- In the Shadow of the Oval Office: Portraits of the National Security Advisers and the Presidents they Serve—From JFK to George W. Bush, with I.M. Destler. (Simon & Schuster, 2009). ISBN 9781416553199 OCLC 232979162 [Архівовано 8 травня 2022 у Wayback Machine.]
- Beyond Preemption: Force and Legitimacy in a Changing World [Архівовано 22 жовтня 2017 у Wayback Machine.] (edited, 2007). ISBN 9780815716860 OCLC 173666835
- The Crescent of Crisis: U.S.-European Strategy for the Greater Middle East [Архівовано 22 жовтня 2017 у Wayback Machine.], co-edited with Nicole Gnesotto and Phil Gordon (2006). ISBN 0815716907 OCLC 61878855
- America Unbound: The Bush Revolution in Foreign Policy [Архівовано 21 листопада 2017 у Wayback Machine.], with James M. Lindsay (2003). Winner of 2003 Lionel Gelber Prize. Revised and updated edition published by John Wiley & Sons in 2005. Translated into Chinese, Dutch, Korean, Italian and Polish. ISBN 0815716885 OCLC 52773456
- Protecting the American Homeland: One Year on [Архівовано 22 жовтня 2017 у Wayback Machine.], with Michael E. O'Hanlon (editor), I. M. Destler, David L. Gunter, Robert Litan, Peter Orszag, and James Steinberg (2003).
- Protecting the American Homeland: A Preliminary Analysis [Архівовано 22 жовтня 2017 у Wayback Machine.], with Michael E. O'Hanlon (editor), I. M. Destler, David L. Gunter, Robert Litan, Peter Orszag, and James Steinberg (2002).
- Winning Ugly: NATO's War to Save Kosovo [Архівовано 22 жовтня 2017 у Wayback Machine.], with Michael E. O'Hanlon (2000). ISBN 0815716966 OCLC 43951944
- Getting to Dayton: The Making of America's Bosnia Policy [Архівовано 22 жовтня 2017 у Wayback Machine.] (2000). ISBN 0815716923 OCLC 42619716

## Газетні статті
- "America's new global challenge" [Архівовано 3 березня 2016 у Wayback Machine.], with Anne-Marie Slaughter Boston Globe, July 24, 2008.
- "Talking to Iran Is Our Best Option" [Архівовано 20 березня 2017 у Wayback Machine.], with Philip Gordon The Washington Post, June 29, 2008.
- "The United Nations Can Save Burma" [Архівовано 3 березня 2016 у Wayback Machine.], with Paul Stares International Herald Tribune and Boston Globe, May 13, 2008.
- "NATO: A Mockery of Enlargement" [Архівовано 25 липня 2008 у Wayback Machine.], with James Goldgeier, International Herald Tribune, April 8, 2008.
- "Presidential Politics Can Help Iraq Policy" [Архівовано 3 березня 2016 у Wayback Machine.], with Philip Gordon, Boston Globe, March 29, 2008.
- "Iraq After the Surge" NRC Handelsblad, December 8, 2007.
- "A Nuclear-Free World" [Архівовано 3 березня 2016 у Wayback Machine.], with John Holum, Boston Globe, October 5, 2007.
- "Nuclear Weapons in the Age of al-Qaeda", with Jeffrey Lewis, Financial Times, August 13, 2007.
- "The Next Intervention: Legitimacy Matters" [Архівовано 21 травня 2017 у Wayback Machine.], with Robert Kagan, The Washington Post, August 6, 2007.
- "U.S. and Europe Must Learn About Alliances", with James Goldgeier, Financial Times, December 14, 2006.
- "Global Challenges for NATO", with James Goldgeier, El País, November 27, 2006.
- "NATO: For Global Security, Expand the Alliance" [Архівовано 30 квітня 2008 у Wayback Machine.], with James Goldgeier, International Herald Tribune, October 12, 2006.
- "Five Years After 9/11 – A Balance Sheet", NRC Handelsblad, September 6, 2006.
- "Is War With Iran Inevitable?", NRC Handelsblad, April 21, 2006.
- "Still Time for a Good Deal With India" [Архівовано 20 березня 2017 у Wayback Machine.], with Michael Levi, Washington Post, March 10, 2006.
- "Face-to-Face: The Recent Spike of Violence in Iraq", Washington Examiner, March 2, 2006.
- "The Limits of Rice's Diplomacy" [Архівовано 14 березня 2012 у Wayback Machine.], NRC Handelsblad, January 17, 2006.
- "We Should Strike Iran, But Not With Bombs" [Архівовано 30 грудня 2016 у Wayback Machine.], with Philip Gordon, Washington Post, January 22, 2006.

## Інші публікації
- NATO's Victory in Libya- the Right Way to Run an Intervention. Foreign Affairs, March–April 2012.
- In the Shadow of the Oval Office: The Next National Security Adviser, with I. M. Destler, Foreign Affairs, January/February 2009, pp. 114–29.
- The Logic of Zero, with Jan Lodal, Foreign Affairs, November/December 2008, pp. 80–95.
- America and the Use of Force: Sources of Legitimacy, with Robert Kagan, in Chollet, Lindberg and Shorr (eds). Bridging the Foreign Policy Divide [Архівовано 15 травня 2008 у Wayback Machine.], 2008.
- "Restore Trust in America's Leadership", with James M. Lindsay, Democracy: A Journal of Ideas [Архівовано 19 жовтня 2017 у Wayback Machine.], Fall 2007.
- "Coping with Failure in Iraq", Vrij Nederland, June 16, 2007.
- (With James M. Lindsay) Democracies of the World, Unite: The Debate Continues, The American Interest, Vol. II, No. 4 (March/April 2007), pp. 137–139
- Democracies of the World, Unite, with James M. Lindsay, The American Interest, January/February 2007.
- Renewing the Nuclear Bargain, with Michael H. Fuchs and Morton H. Halperin, in Halperin, Laurenti, Rundlet and Boyer (eds) Power and Superpower: Global Leadership and Exceptionalism in the 21st Century [Архівовано 22 жовтня 2017 у Wayback Machine.], 2007.
- Global NATO, with James Goldgeier, Foreign Affairs, September/October 2006, pp. 105–113.